# Rodrigue Bongongui
Louis Marie Rodrigue Bongongui Assougou (Yaoundé, 7 febbraio 1993) è un calciatore camerunese, attaccante del Saint-Tropez.

## Carriera
Ha giocato nella seconda divisione francese e nella prima divisione dei campionati croato, sloveno, israeliano ed azero.